# Défense du pont d'Amarante
Deuxième invasion napoléonienne au Portugal dans le cadre de la Guerre d'Espagne (Empire)
Batailles
- Chaves
- Villafranca (1re)
- Braga
- Amarante
- Lugo
- Verín
- Porto (1re)
- Vigo
- Grijó
- Porto (2de)
- Ponte Sampaio

La défense du pont d'Amarante est l'un des épisodes les plus marquants de la deuxième invasion napoléonienne au Portugal. Du 18 avril au 2 mai 1809, sous le commandement du général portugais Silveira, une armée formée par des troupes régulières, récemment réorganisées (après avoir été dissoutes par Junot durant la première invasion), des régiments de milices, de nombreuses ordonnances et des volontaires civils, mal armés et mal équipés, manquant d'officiers, parviennent à immobiliser une partie importante des forces de Soult le long du Tâmega. Leur action permet d'isoler ces forces françaises du reste des forces installées en Espagne. En outre, elle donnera le temps à l'armée anglo-portugaise de s'organiser avant d'expulser les troupes françaises du Portugal.

## Contexte
La deuxième invasion française a été initiée par le deuxième Corps d'armée sous le commandement du maréchal Soult. Le 29 mars 1809, la bataille de Porto eut lieu et les troupes françaises occupèrent cette ville. Soult devait continuer sa marche vers Lisbonne mais, avant de reprendre l'avance, il devait prendre contact avec la 2ème Division du Général Lapisse qui était à Salamanque, la Division Lapisse était sous le commandement du Maréchal Victor qui était à Mérida et qui devait envoyer une colonne de troupes à travers la vallée du Tage vers Lisbonne lorsque Soult s'approcha de la capitale portugaise. Cette manœuvre de diversion forcerait les forces de défense à se séparer et cela favoriserait l'attaque venant du Nord.
La coopération entre les troupes de Victor et celles de Soult dépendait des contacts à établir qui permettraient de coordonner l'avancée des deux forces. Ces contacts seraient établis par l'intermédiaire de la Division de Lapisse basée à Salamanque. Lapisse avait reçu des instructions pour capturer les places de Ciudad Rodrigo et Almeida et avancer sur Abrantes. Cette force, cependant, a été combattue par Sir Robert Wilson, à la tête d'une force d'environ 1 500 hommes, la plupart de la Légion Loyale Lusitanienne dont il était le commandant. En raison de son action, Lapisse n'a pas pu occuper Almeida et le contact avec les autres forces françaises est devenu plus difficile.
Lorsque Soult entre au Portugal et occupe Chaves, le général Silveira se retire vers Vila Real ; il réoccupa Chaves après que Soult eut avancé à Braga et, après que le gros des forces françaises eut avancé à Porto se prépara à reconquérir cette ville. L'issue de la bataille de Porto, le 29 mars, le conduit à se diriger vers Amarante. Il occupa la rive gauche de la rivière Tâmega et protégea les ponts et les gués avec des obstacles afin d'empêcher les Français d'avancer sur Trás-os-Montes. D'une part, cela rendait encore plus difficile pour Soult le contact avec les troupes françaises dans la région de León et de Castille, et d'autre part, cela constituait une menace pour le flanc. Avant d'avancer vers Lisbonne, Soult avait besoin de neutraliser cette menace.

## Les forces en présence
Les forces portugaises, sous le commandement du général Silveira, étaient très hétérogènes. Dans un groupe de 9 000 à 10 000 hommes se trouvaient des forces de régiments d'Infanterie, de Cavalerie et d'Artillerie, de Chasseurs, certains éléments de la Légion Loyale Lusitanienne, des régiments de Milice et Ordenanças, de nombreux civils armés qui ont décidé de rejoindre jusqu'à ce corps et jusqu'à trois compagnies d'ecclésiastiques. Dans les troupes des milices et des Ordenanças, ainsi que dans la population qui les a rejoints, il y avait une partie importante qui n'avait pas d'armes à feu et beaucoup d'entre elles étaient obsolètes. Il y avait donc un grand nombre de combattants incapables d'affronter les troupes françaises. Dans la Défense du Pont Amarante, en plus des infirmiers et des civils, les unités suivantes étaient présentes, toutes avec seulement une partie, parfois très petite, de leur état-major :
- Régiments d'infanterie 12, 18 et 24 ;
- Régiments de cavalerie 6, 9 et 12 ;
- Régiments d'artillerie 1 et 4 ;
- Légion Loyale Lusitanienne (60 hommes)
- Régiments de Milice de Basto, Braga, Canaveses, Chaves, Gestaçô, Guimarães, Lamego, Miranda et Vila Real.

Les Français commencèrent par engager une brigade de cavalerie et, au fur et à mesure des difficultés, les troupes augmentèrent dans cette action. Au total, environ 9 000 hommes étaient présents le long de la ligne Tâmega, dont 1 500 de cavalerie. Ces forces constituaient près de 43 % des effectifs dont disposait Soult. Les unités françaises étaient les suivantes, dans l'ordre dans lequel elles ont été engagées :
- 1ère Brigade de Dragons de la Division Lahoussaye, sous le commandement du Général Caulaincourt ;
- 1ère Brigade d'Infanterie de la Division Delaborde, sous le commandement du Général Foy ;
- 2ème Brigade d'Infanterie de la Division Delaborde, sous le commandement du Général Arnaud ;
- 2e brigade de dragons de la division Lahoussaye, sous le commandement du général Marisy ;
- 2ème Brigade d'Infanterie de la Division Merle, sous le commandement du Général Sarrut.

Le commandement appartenait à différents officiers selon les forces qui apparaissaient. Il a commencé par appartenir au général Caulaincourt jusqu'à ce qu'il soit présenté à la brigade du général Foy. Dès lors, le commandement de ces forces est confié au général Louis Henri Loison. Avec la présentation de la brigade du général Arnaud, la division d'infanterie du général Delaborde est complétée, qui assume le commandement de toutes les forces. La 2e brigade de dragons de Marisy complète la division Lahoussaye. Le commandement des forces continua d'appartenir à Delaborde jusqu'à la conquête du pont.

## Opérations

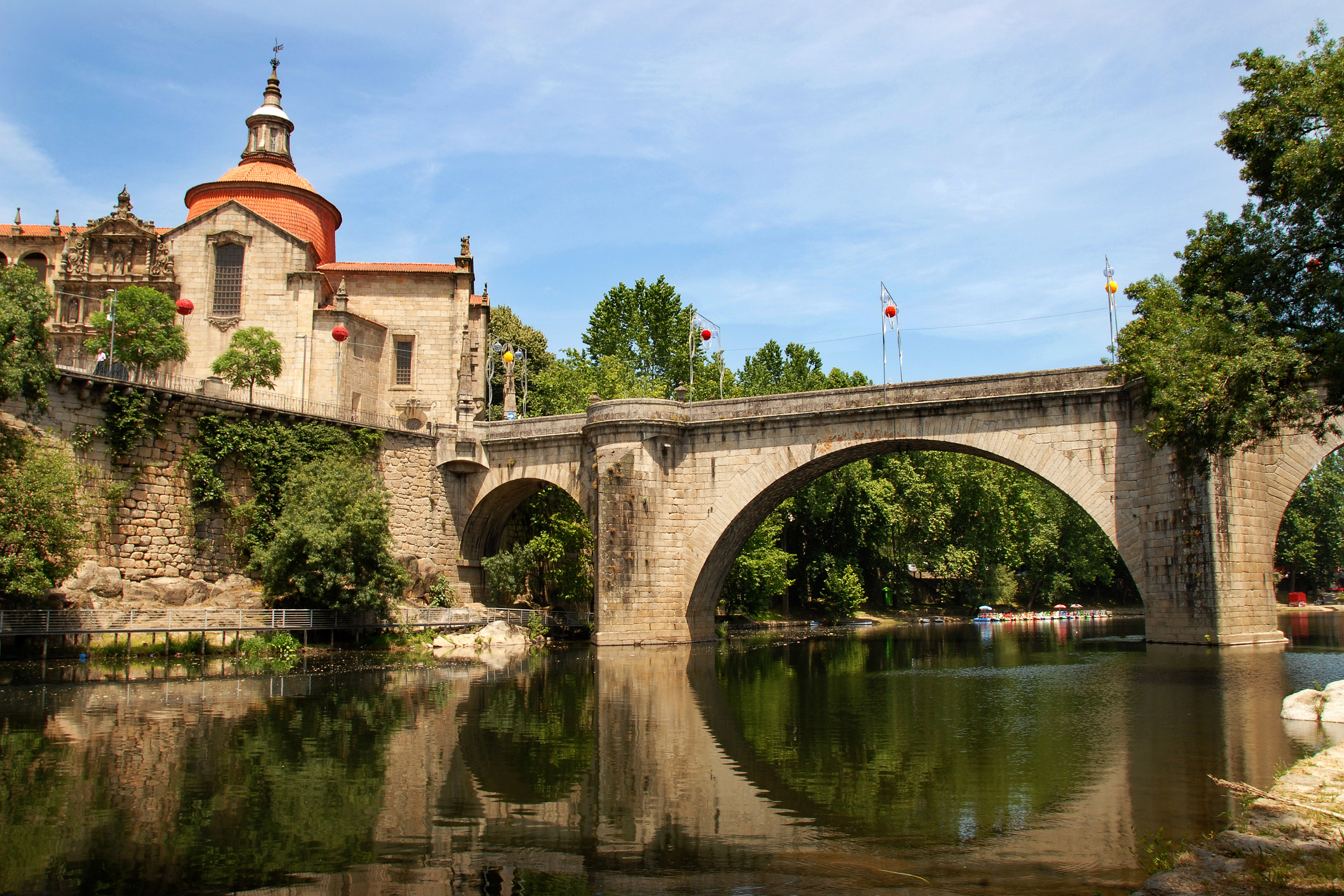
Le pont d'Amarante sur la rivière Tâmega.

Soult avait besoin d'établir des liens avec Lapisse. À cette fin, il ordonna à la Brigade de Dragons de Caulaincourt de marcher sur Amarante afin de garantir la possession des ponts sur la rivière Tâmega. Ils quittèrent Porto le 30 mars, passèrent la nuit à Valongo et, le 31, entrèrent à Penafiel. Le 1er avril, ils se dirigent vers Marco de Canaveses où ils reconnaissent et attaquent le pont qui est défendu par environ 2 000 ordenanças avec 3 pièces d'artillerie. Après deux heures de combats, les Français sont repoussés avec environ 80 pertes et retournent à Penafiel.
Entre-temps, le général Silveira s'est rendu compte que les forces françaises à Porto, après le départ de plusieurs détachements (au sud du Douro, au nord, vers Vigo, et vers Amarante), avaient réduit leur valeur et, ainsi, a décidé de placer une partie de ses unités à l'ouest de la rivière Tâmega. En revanche, les forces de Caulaincourt, à Penafiel, sont quotidiennement attaquées par la guérilla portugaise ce qui conduit cet officier à demander des renforts à Soult.
Le 7 avril, la brigade Foy et deux canons rejoignent la brigade de Caulaincourt et le général Loison est nommé commandant de cette force. Le 9 avril, Loison envoie deux forces de reconnaissance, une vers Canaveses, qui n'a pas réussi à franchir le pont comme cela s'est déjà produit, et une autre d'environ 1 400 hommes (800 fantassins et 600 cavaliers) vers Amarante. Les troupes du général Silveira qui se trouvaient sur la rive ouest du Tâmega ont réussi à repousser cette force, qui n'a donc pas atteint ce village. Ce succès amena le général Silveira à décider de déplacer le gros de ses forces à l'ouest du Tâmega et de lancer une offensive vers Porto. Le 13 avril, le général Silveira avance sur Penafiel, Loison est contraint d'évacuer cette ville et, comme Caulaincourt, demande à Soult des renforts. 
Soult envoie la brigade Arnaud appuyée par 10 pièces d'artillerie. La division Delaborde est ainsi complétée et ce général prend le commandement des forces. Ordre est également envoyé à La Houssaye de marcher de Guimarães à Amarante avec sa Brigade Marisy et avec la Brigade Sarrut de la Division Merle.

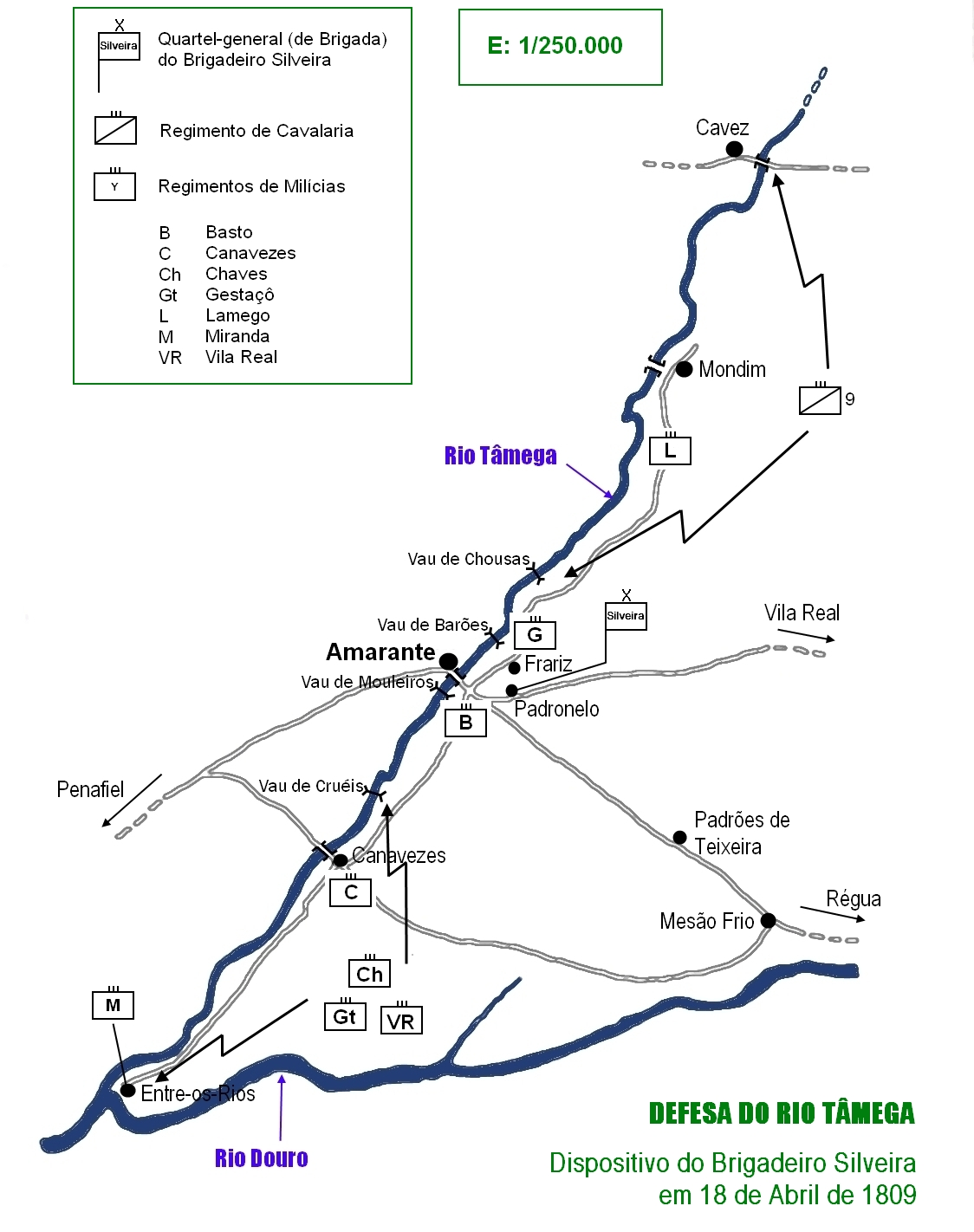
Schéma défensif de la rivière Tâmega.

Le 15 avril, Delaborde entre dans Penafiel et, le 18, lance une attaque contre les forces portugaises à Vila Meã. Ceux-ci ont été contraints de se replier sur la ligne Tâmega. Sur la rive ouest du fleuve, les forces portugaises ne tenaient que le couvent de S. Gonçalo et l'entrée du pont. Dans cette action, le commandant des forces qui protégeaient le retrait des troupes restantes, a été mortellement blessé.
Le général Silveira a divisé la défense de la ligne Tâmega en trois secteurs dont il a confié le commandement au capitaine de Basto (secteur nord), remplacé plus tard par le colonel de cavalerie Francisco Guedes de Carvalho e Meneses ; le colonel António da Silveira, frère du général Silveira (secteur central) ; au Capitaine Général de Tuías et Canaveses, António de Serpa Pinto (Secteur Sud). Silveira installa son quartier général à Padronelo (voir cartes).
Avec ce dispositif, Silveira entendait empêcher les Français de s'emparer de ponts ou de gués qui permettraient le passage de leurs troupes vers la rive orientale du Tâmega, en particulier le Ponte de S. Gonçalo à Amarante car il desservait la route principale de la région. Les Français ont fait plusieurs tentatives pour passer le Tâmega en divers points, sans succès. Le 21 avril, ils ont réussi à expulser les défenseurs du couvent de S. Gonçalo. Le 23 avril, une tentative a été faite, sans succès, pour lancer un pont sur chevalets à côté d'un barrage en aval d'Amarante.

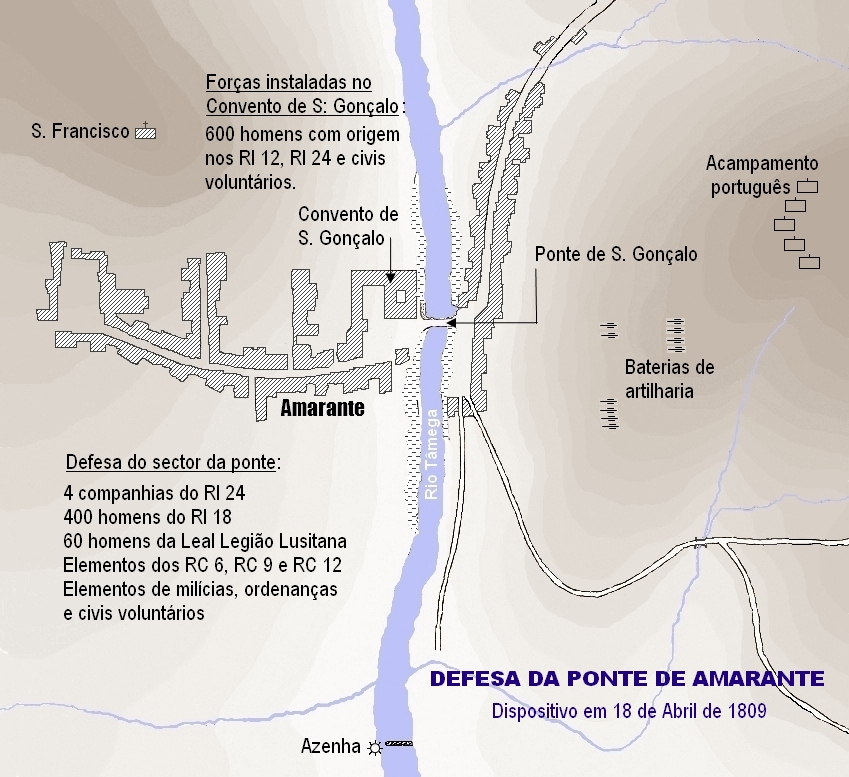
Schéma défensif du pont d'Amarante.

Le 2 mai, vers 4 heures du matin, ils parviennent à faire exploser quatre barils de poudre à canon, qui détruisent en grande partie les défenses du pont. Ce plan avait été soigneusement préparé par le capitaine Bouchard. Ce n'était pas une opération facile car les forces portugaises avaient placé un dispositif qui leur permettrait de faire exploser suffisamment de poudre à canon pour couper l'arche orientale du pont. Surprises, les troupes portugaises eurent à peine le temps de réagir car, immédiatement après l'explosion, les forces françaises lancèrent l'assaut, s'emparèrent du pont, désarmèrent l'appareil préparé pour le rendre inutilisable et occupèrent rapidement toute la ville d'Amarante. Les forces portugaises se replient vers Vila Real, Mesão Frio et Entre-os-Rios.
Dans la défense du pont Amarante, pendant les quatorze jours de résistance, les forces du général Silveira ont subi 211 morts et 114 blessés. Parmi les morts se trouvaient 7 officiers.
Après la conquête du pont S. Gonçalo et le retrait des forces portugaises d'Amarante et d'autres positions sur la ligne Tâmega, Soult ordonna que la division Delaborde retourne à Porto et que Loison, avec les forces restantes (7 000 hommes), effectue actions de reconnaissance par Vila Real et par Peso da Régua afin d'ouvrir enfin les voies de communication avec l'Espagne. Les forces de Loison ont été arrêtées avant d'atteindre Régua et, après avoir appris que les forces du général Silveira menaçaient de rompre leur lien avec Amarante, ce général a décidé de se retirer dans cette ville afin de conserver la possession du pont S. Gonçalo.
Dans ce retrait, les forces françaises sont poursuivies et harcelées par les populations et, en réponse, pillent et détruisent tout ce qu'elles peuvent. En plus des populations, les forces de la guérilla ont dressé des embuscades constantes et, le 12 mai, avant d'entrer à Amarante, près de Vila Chã, elles ont de nouveau été engagées dans un combat rapproché avec les forces du général Silveira. Le combat est interrompu dans la nuit et Loison, craignant l'approche des forces de l'armée anglo-portugaise qui marchent vers le nord, se retire par Amarante et se dirige vers Guimarães. Le 13 au matin, après avoir vérifié que les Français avaient abandonné Amarante, les forces portugaises occupèrent à nouveau cette ville.
Les Français ont réussi à percer la défense du Tâmega et ont saisi le pont S. Gonçalo à Amarante. Les forces portugaises avaient été contraintes à une retraite rapide mais ont réussi à se regrouper et à reprendre le pont et la ville et les Français se sont retirés. Au cours de cette défense, une partie importante de l'armée française fut immobilisée, sur la ligne Tâmega, pendant quatorze jours. Les opérations de prise de possession de ce pont avaient commencé plus d'un mois plus tôt, le 31 mars, lorsque la brigade Caulaincourt avait quitté Porto en direction d'Amarante.

## Source
- (pt) Cet article est partiellement ou en totalité issu de l’article de Wikipédia en portugais intitulé « Defesa da Ponte de Amarante » (voir la liste des auteurs).